# Indigofera deccanensis
Indigofera deccanensis là một loài thực vật có hoa trong họ Đậu. Loài này được Sanjappa miêu tả khoa học đầu tiên.